# Carl Bremiker
Carl Bremiker (Hagen, 23 de fevereiro de 1804 — Berlim, 26 de março de 1877) foi um astrônomo e geodesista alemão.
Bremiker obteve um doutorado e foi assistente de Johann Franz Encke. Em 26 de outubro de 1840 Bremiker descobriu um cometa, atualmente designado C/1840 U1 (Bremiker). Por esta descoberta recebeu o Prêmio Lalande de 1840.